# Consumer-to-business
Consumer-to-business C2B, (Konsument-till-företag) är en marknadssmodell där kunder går samman i "köpklubbar" för att köpa från företag.
Konsumenterna tar här initiativet till att samarbeta kring köp för att uppnå bättre priser, service, miljöaspekter etc.